# جولي غيروكس
جولي غيروكس (بالإنجليزية: Julie Giroux)‏ هي ملحنة أمريكية، ولدت في 12 ديسمبر 1961.

## وصلات خارجية
- جولي غيروكس على موقع IMDb (الإنجليزية)
- جولي غيروكس على موقع ميوزك برينز (الإنجليزية)
- جولي غيروكس على موقع أول ميوزيك (الإنجليزية)